# Českomoravská fotbalová liga 1992/1993
V soubojích 24. ročníku Českomoravské fotbalové ligy 1992/93 se utkalo 16 týmů dvoukolovým systémem podzim - jaro.

## Konečná tabulka
Zdroj: 
| Poř. | Tým                                   | Z  | V  | R  | P  | VG | OG | B  |
| ---- | ------------------------------------- | -- | -- | -- | -- | -- | -- | -- |
| 1.   | FK Viktoria Žižkov                    | 30 | 14 | 12 | 4  | 45 | 17 | 40 |
| 2.   | FC Gera Drnovice                      | 30 | 15 | 7  | 8  | 58 | 37 | 37 |
| 3.   | FC Viktoria Plzeň                     | 30 | 14 | 9  | 7  | 44 | 27 | 37 |
| 4.   | SKP Union Cheb                        | 30 | 15 | 7  | 8  | 41 | 28 | 37 |
| 5.   | TJ Slovan Elitex Liberec              | 30 | 13 | 10 | 7  | 38 | 20 | 36 |
| 6.   | FC Svit Zlín                          | 30 | 14 | 8  | 8  | 44 | 32 | 36 |
| 7.   | TJ LIAZ / Sklobižu Jablonec nad Nisou | 30 | 13 | 8  | 9  | 47 | 38 | 34 |
| 8.   | FK Švarc Benešov                      | 30 | 11 | 9  | 10 | 38 | 35 | 31 |
| 9.   | TJ TŽ Třinec                          | 30 | 12 | 7  | 11 | 47 | 45 | 31 |
| 10.  | FK Ostroj Opava                       | 30 | 9  | 9  | 12 | 28 | 27 | 28 |
| 11.  | SKP Znojmo                            | 30 | 8  | 8  | 14 | 29 | 46 | 24 |
| 12.  | TJ Baník Havířov                      | 30 | 6  | 12 | 12 | 31 | 49 | 24 |
| 13.  | SK Xaverov Praha                      | 30 | 7  | 10 | 13 | 28 | 48 | 24 |
| 14.  | TJ BSS Brandýs nad Labem              | 30 | 7  | 10 | 13 | 27 | 47 | 24 |
| 15.  | TJ Syntesia Pardubice                 | 30 | 8  | 6  | 16 | 27 | 45 | 22 |
| 16.  | SK Poldi Kladno                       | 30 | 5  | 6  | 19 | 23 | 54 | 16 |

Poznámky:
- Z = Odehrané zápasy; V = Vítězství; R = Remízy; P = Prohry; VG = Vstřelené góly; OG = Obdržené góly; B = Body
- TJ Sklobižu Jablonec nad Nisou sehrál baráž o postup do nejvyšší soutěže pro ročník 1993/94 s předposledním týmem 1. československé ligy 1992/93 FC Bohemians Praha. Po výsledcích 1:1 (v Jablonci nad Nisou) a 2:0 (v Praze) si prvoligovou příslušnost uchoval vršovický klub (podrobnosti níže).

|  | Postup do I. ligy 1993/94         |
|  | Baráž o účast v I. lize 1993/94   |
|  | Zařazení do II. ligy 1993/94      |
|  | Baráž o účast ve II. lize 1993/94 |

## Soupisky mužstev

### FK Ostroj Opava
Vilém Axmann (-/0/-),
Michal Kosmál (-/0/-),
Jiří Lindovský (-/0/-) –
Václav Cverna (-/1),
Ivo Farský (-/0),
Pavel Hadaščok (-/3),
Roman Hon (-/1),
Milan Chabroň (-/3),
Dušan Christoph (-/0),
Juraj Ihnatišin (-/0),
Tomáš Kamrád (-/0),
Jiří Kmínek (-/0),
Zdeněk Kročil (-/0),
Martin Komárek (-/1),
Miroslav Kořistka (-/6),
Patrik Mičkal (-/0),
Vlastimil Molnár (-/2),
Radomír Prasek (-/5),
Aleš Rozsypal (-/0),
Petr Swiech (-/0),
Marián Varga (-/2),
Jan Vožník (-/2),
Kamil Vrba (-/0) –
trenéři Petr Ondrášek (1.–15. kolo), Oldřich Sedláček (16.–23. kolo) a Alois Sommer (24.–30. kolo), asistenti Josef Kružberský (1.–15. kolo), Petr Ondrášek (16.–23. kolo) a Zdeněk Knopp (24.–30. kolo)

### SKP Znojmo
Jiří Kobr (-/0/-),
Karel Podhajský (-/0/-),
Vítězslav Trmal (-/0/-) –
Zdeněk Cihlář (-/-),
Václav Činčala (-/-),
Václav Dvořák (-/-),
... Fiala (-/-),
Jaroslav Fruhvirt (-/-),
Roman Gryc (-/-),
Vladimír Hekerle (-/-),
Pavel Holomek (-/5),
... Hrubčík (-/-),
... Chudý (-/-),
Jaroslav Jakub (-/-),
... Jeřábek (-/-),
Luděk Kokoška (-/-),
Pavel Kubánek (-/-),
Pavel Kubeš (-/-),
... Lukáč (-/-),
Jaroslav Marx (-/-),
Roman Nohavica (-/-),
... Novák (-/-),
... Palička (-/-),
Roman Přibyl (-/-),
Miroslav Steinhauser (-/-),
Kamil Susko (-/-),
Martin Šourek (27/-),
Martin Špinar (-/-),
... Vašíček (-/-),
Roman Veselý (-/-) –
trenéři Jiří Fryš (1.–15. kolo) a Josef Čech (16.–30. kolo), asistenti Jaroslav Chmela a Libor Osladil

## Baráž
V baráži se střetla mužstva Sklobižu Jablonec nad Nisou (7. tým druholigového ročníku 1992/93) a Bohemians Praha (15. tým prvoligového ročníku 1992/93) o místo v prvoligovém ročníku 1993/94. Neplatilo pravidlo o brankách vstřelených na hřišti soupeře, až do Čihákovy branky v odvetném zápase byl tedy výsledek baráže vyrovnaný.

### 1. utkání
- Hráno ve středu 16. června 1993, Stadion Střelnice (Jablonec nad Nisou)[2]

TJ Sklobižu Jablonec nad Nisou – FC Bohemians Praha 1:1 (0:1)

Branky: 55. Galbavý – 31. Špak.

Žluté karty: Sadílek, Klusáček, Vlček (všichni Bohemians).

Rozhodčí: Roman Berbr.

Diváci: 10 000

Jablonec: Miroslav Braniš – Jiří Tymich, Aleš Češek, Prokop Výravský – Petr Čermák, Aleš Vaněček (88. Vladimír Vašák), Josef Just, Václav Budka, Slavomír Galbavý – Radovan Hromádko, Štefan Mihálik. Trenér Jaroslav Dočkal.
Bohemians: Juraj Šimurka – Libor Čihák, Vladimír Sadílek, Luděk Klusáček, Miroslav Chytra – Stanislav Vlček (76. Jiří Lang), Tomáš Urban, Rudolf Pavlík, David Šindelář – Jan Sanytrník (84. Miroslav Mlejnek), Alojz Špak. Trenér Petr Packert.

### 2. utkání
- Hráno ve středu 23. června 1993, Ďolíček (Praha-Vršovice)[3]

FC Bohemians Praha – TJ Sklobižu Jablonec nad Nisou 2:0 (0:0)

Branky: 74. Čihák, 87. Pavlík.

Žluté karty: Mlejnek, Urban – Tymich, Vaněček.

Rozhodčí: Karel Bohuněk.

Diváci: 4 788

Bohemians: Juraj Šimurka – Libor Čihák, Vladimír Sadílek (86. Jiří Lang), Luděk Klusáček, Miroslav Chytra – David Šindelář, Rudolf Pavlík, Miroslav Mlejnek (64. Stanislav Vlček), Tomáš Urban – Jan Sanytrník, Alojz Špak. Trenér Petr Packert.
Jablonec: Miroslav Braniš – Jiří Tymich, Aleš Češek, Prokop Výravský – Petr Čermák, Václav Budka, Aleš Vaněček, Josef Just, Slavomír Galbavý – Štefan Mihálik, Radovan Hromádko. Trenér Jaroslav Dočkal.

### Výsledek baráže
Bohemians uhájili prvoligovou příslušnost.